# Мансуров, Мухаммадгата
Мухаммадгата Мансуров (Мухамматгата, Мухаммед-Гата; баш. Мөхәммәтғата Мансуров, тат. Мөхәммәтгата Мансуров, 1834 или 1835 год — 1924) — религиозный и общественный деятель, ишан, просветитель, предприниматель и меценат. Согласно газете «Звезда», являлся татарским купцом-меценатом. Согласно справочнику «Ислам на Урале» — представитель башкирского княжеского рода. Императором Николаем II ему был пожалован титул генерала. Содействовал созданию татаро-башкирского педагогического техникума.

## Биография
Мансуров Мухаммадгата родился в д. Султанай Пермской губернии. Получил духовное образование.
Владел большими наделами земель и мельницами. Его магазины были расположены в районе реки Тулва, также в Перми, Ирбите, Красноуфимске, Бирске, в деревнях Константиновка, Султанай, Сараши, Бикбарда.
В 1897 году основал медресе «Мансурия» в родном селе и ряд других просветительских учреждений.
В 1898 году построил каменную мечеть в городе Оса. В этом городе Мухаммадгата Мансуров владел чаеразвесочной фабрикой и магазином.
На III Всероссийском мусульманском съезде, проходивший с 16 по 21 августа 1906 года в Нижнем Новгороде, Мансуров являлся членом Духовной комиссии.
В 1914 году Мухаммадгата Мансуров разорился, а всё его имущество было распродано на аукционе.
По данным ряда пермских исследователей, до Октябрьской революции 1917 года Мансуров являлся депутатом последней Государственной думы.
В феврале 1917 года принял участие на похоронах З. Расулева в Троицке.

## Память
- Мусульманской гимназии г. Перми присвоено имя Мухамматгаты-хазрата Мансурова[3].
- 12 июня 2008 года Духовное управление мусульман Пермского края учредила ежегодную премию его имени.
- В школе д. Султанай работает музей истории имени Гаты Хазрата Мансурова[4].